# Ľubomíra Kurhajcová
Ľubomíra Kurhajcová (* 11. Oktober 1983 in Bratislava) ist eine ehemalige slowakische Tennisspielerin.

## Karriere
Kurhajcová, die im Alter von neun Jahren mit dem Tennissport begann, wurde mit 19 Profispielerin. Ihre höchste Notierung in der Tennisweltrangliste erreichte sie im Einzel am 24. Mai 2004 mit Platz 59.
Sie stand siebenmal im Hauptfeld eines Grand-Slam-Turniers, kam aber nie über die erste Runde hinaus. 2004 führte sie bei den French Open gegen Lisa Raymond bereits mit 6:0, 5:0; sie hatte auch noch zwei Matchbälle, verlor aber auch diese Partie noch mit 6:0, 5:7, 3:6.
Für die slowakische Fed-Cup-Mannschaft bestritt sie zwischen 2003 und 2005 insgesamt neun Partien, von denen sie vier gewinnen konnte.